# Irene Bandhauer-Schöffmann
Irene Bandhauer-Schöffmann (geb. Schöffmann; * 1958 in Villach) ist eine österreichische Historikerin.
Ab 1986 studierte sie Geschichte, Germanistik und Publizistik an der Universität Wien und wurde 1986 bei Erika Weinzierl über „Die bürgerliche Frauenbewegung im Austrofaschismus“ zur Dr. phil. promoviert.
Von 1993 bis 1996 war sie Vertragsassistentin am Institut für Sozial- und Wirtschaftsgeschichte der Universität Linz. Danach war sie Post Doc / Visiting Scholar am Center for Austrian Studies der University of Minnesota in Minneapolis und am History Department der University of California, Berkeley.
Von 2000 bis 2002 hatte sie die Projektleitung für die Österreichische Historikerkommission für den Forschungsschwerpunkt „Entzug und Restitution im Bereich der Katholischen Kirche“ inne. Danach trug sie Verantwortung für die Koordinationsstelle für Frauen- und Geschlechterforschung an der Universität Klagenfurt. 2004 habilitierte sie sich ebendort in Zeitgeschichte. 2006 folgte der Fulbright Visiting Professor an der University of Michigan in Ann Arbor.
Bandhauer-Schöffmann war dann 2010 Gastprofessorin und ist derzeit Lehrbeauftragte am Institut für Zeitgeschichte der Universität Wien. Ihre Forschungsschwerpunkte sind historische Frauen- und Geschlechterforschung, Geschichte der Ernährung sowie Terrorismusforschung.
1994 erhielt sie den Käthe-Leichter-Preis (Staatspreis) für Frauenforschung, Geschlechterforschung und Gleichstellung in der Arbeitswelt.

## Schriften (Auswahl)
- mit Ela Hornung (Hrsg.): Wiederaufbau weiblich: Dokumentation der Tagung „Frauen in der Österreichischen und Deutschen Nachkriegszeit“ (= Veröffentlichungen des Ludwig-Boltzmann-Instituts für Geschichte der Gesellschaftswissenschaften. Bd. 22). Geyer, Wien u. a. 1992.
- mit Regine Bendl (Hrsg.): Unternehmerinnen: Geschichte & Gegenwart selbständiger Erwerbstätigkeit von Frauen. Lang, Frankfurt am Main u. a. 2000, ISBN 3-631-33891-0.
- mit Claire Duchen (Hrsg.): Nach dem Krieg: Frauenleben und Geschlechterkonstruktionen in Europa nach dem Zweiten Weltkrieg (= Forum Frauengeschichte. Bd. 23). Centaurus-Verlagsgesellschaft, Herbolzheim 2000, ISBN 3-8255-0306-2.
- Entzug und Restitution im Bereich der Katholischen Kirche (= Veröffentlichungen der Österreichischen Historikerkommission). Oldenbourg, Wien u. a. 2004, ISBN 3-486-56789-6.
- Irene Bandhauer-Schöffmann, Dirk van Laak (Hrsg.): Der Linksterrorismus der 1970er-Jahre und die Ordnung der Geschlechter (= Giessen contributions to the study of culture. Nr. 9). Wissenschaftlicher Verlag Trier, Trier 2013, ISBN 978-3-86821-486-4.